# San Juan Atepec
San Juan Atepec là một đô thị thuộc bang Oaxaca, México. Năm 2005, dân số của đô thị này là 1301 người.